# Dance of Death
Dance of Death è il tredicesimo album in studio del gruppo musicale britannico Iron Maiden, pubblicato l'8 settembre 2003 dalla EMI.

## Descrizione
L'uscita dell'album è stata preceduta dal singolo Wildest Dreams, già presentato live nel precedente tour estivo e seguito dal singolo Rainmaker e dall'EP No More Lies: Dance of Death Souvenir EP.
Nell'album è presente New Frontier, primo brano a cui, dopo vent'anni di collaborazione, Nicko McBrain mette la firma, assieme ad Adrian Smith e Bruce Dickinson. Un'altra curiosità riguarda Face in the Sand: si tratta infatti del primo ed unico brano in cui McBrain utilizza la doppia cassa.
Dance of Death è stato promosso dal tour Death on the Road, culminato con il concerto alla Westfallenhalle Arena di Dortmund del 24 novembre 2003, immortalato nell'album dal vivo Death on the Road.

## Tracce
1. Wildest Dreams – 4:00 (Adrian Smith, Steve Harris)
2. Rainmaker – 3:48 (Dave Murray, Bruce Dickinson, Steve Harris)
3. No More Lies – 7:22 (Steve Harris)
4. Montségur – 5:50 (Janick Gers, Steve Harris, Bruce Dickinson)
5. Dance of Death – 8:36 (Janick Gers, Steve Harris)
6. Gates of Tomorrow – 5:12 (Janick Gers, Steve Harris, Bruce Dickinson)
7. New Frontier – 5:04 (Nicko McBrain, Adrian Smith, Bruce Dickinson)
8. Paschendale – 8:28 (Adrian Smith, Steve Harris)
9. Face in the Sand – 6:31 (Adrian Smith, Steve Harris, Bruce Dickinson)
10. Age of Innocence – 6:10 (Dave Murray, Steve Harris)
11. Journeyman – 7:07 (Adrian Smith, Steve Harris, Bruce Dickinson)

## Formazione
- Bruce Dickinson – voce
- Dave Murray – chitarra
- Janick Gers – chitarra
- Adrian Smith – chitarra, cori
- Steve Harris – basso, tastiera, cori
- Nicko McBrain – batteria

## Classifiche
| Classifica (2003) | Posizione massima |
| ----------------- | ----------------- |
| Australia         | 12                |
| Austria           | 3                 |
| Belgio (Fiandre)  | 4                 |
| Belgio (Vallonia) | 9                 |
| Canada            | 5                 |
| Danimarca         | 10                |
| Finlandia         | 1                 |
| Francia           | 3                 |
| Germania          | 2                 |
| Italia            | 1                 |
| Norvegia          | 3                 |
| Nuova Zelanda     | 21                |
| Paesi Bassi       | 10                |
| Portogallo        | 4                 |
| Regno Unito       | 2                 |
| Spagna            | 3                 |
| Stati Uniti       | 18                |
| Svezia            | 1                 |
| Svizzera          | 2                 |